# Суходільська сільська рада (Долинський район)
| Суходільська сільська рада — орган місцевого самоврядування у Долинському районі Кіровоградської області з адміністративним центром у с. Суходільське. Сільській раді підпорядковані населені пункти: - с. Суходільське - с. Новосавицьке |

## Склад ради
Рада складається з 12 депутатів та голови.

### Керівний склад ради
| ПІБ                   | Основні відомості                                                 | Дата обрання | Дата звільнення |
| --------------------- | ----------------------------------------------------------------- | ------------ | --------------- |
| Тиха Любов Григорівна | Сільський голова, 1954 року народження, освіта                    | 26.03.2006   | 31.10.2010      |
| Тиха Любов Григорівна | Сільський голова, 1954 року народження, освіта вища, позапартійна | 31.10.2010   |                 |

Примітка: таблиця складена за даними джерела

## Населення
Згідно з переписом УРСР 1989 року чисельність наявного населення сільської ради становила 880 осіб, з яких 402 чоловіки та 478 жінок.
За переписом населення України 2001 року в сільській раді мешкало 739 осіб.

### Мова
Розподіл населення за рідною мовою за даними перепису 2001 року:
| Мова       | Відсоток |
| ---------- | -------- |
| українська | 97,98 %  |
| російська  | 1,35 %   |
| молдовська | 0,67 %   |